# Nothippus
Genre
Nothippus est un genre d'opilions laniatores de la famille des Assamiidae.

## Distribution
Les espèces de ce genre se rencontrent en Asie du Sud-Est.

## Liste des espèces
Selon World Catalogue of Opiliones (04/06/2021) :
- Nothippus affinis Loman, 1892
- Nothippus limbatus Thorell, 1890
- Nothippus tigrinus Roewer, 1935

## Publication originale
- Thorell, 1890 : « Aracnidi di Nias e di Sumatra raccolti nel 1886 dal Sig. E. Modigliani. » Annali del Museo Civico di Storia Naturale di Genova, vol. 30, p. 5-106 (texte intégral).